# Bureau of Architecture, Research, and Design
Das Bureau of Architecture, Research, and Design (BOARD) ist ein in Rotterdam ansässiges Architekturbüro, das 2005 von dem deutschen Architekten Bernd Upmeyer gegründet wurde. Das Büro ist am meisten bekannt für die Produktion und die Herausgabe der englischsprachigen Zeitschrift MONU – Magazine on Urbanism.
Von 2012 bis 2016 war BOARD Teil eines wissenschaftlichen Ausschusses des französischen Kulturministeriums, das sich unter dem Namen Grand Paris mit der Zukunft der Metropolregion von Paris beschäftigt. Das Projekt wurde 2007 von dem ehemaligen französischen Staatspräsidenten Nicolas Sarkozy ins Leben gerufen. BOARD ist Teil eines der sechs neuen Teams aus Architekten und Stadtplanern des sogenannten Atelier International Grand Paris (AIGP). BOARDs team wird angeführt von dem Architekturbüro STAR strategies + architecture.
2019 gewann BOARD den ersten Preis in dem städtebaulichen Realisierungswettbewerb „Sanierungsgebiet Bahnflächen Nord“ für ein 3 ha großes Grundstück in Quakenbrück. Das Projekt wird rund 200 neue Wohneinheiten für die Stadt schaffen.